# Bellacorick Bog Complex SAC
Bellacorick Bog Complex SAC este o arie protejată (sit de importanță comunitară — SCI) din Irlanda întinsă pe o suprafață de 9.519,75 ha, integral pe uscat.

## Localizare
Centrul sitului Bellacorick Bog Complex SAC este situat la coordonatele 54°08′11″N 9°27′07″W / 54.136307°N 9.451956°V.

## Înființare
Situl Bellacorick Bog Complex SAC a fost declarat sit de importanță comunitară în noiembrie 1997 pentru a proteja 1 specie de plante și 1 specie de animale.

## Biodiversitate
Situată în ecoregiunea atlantică, aria protejată conține 5 habitate naturale: Lacuri și iazuri distrofice naturale, Pajiști umede nord-atlantice cu Erica tetralix, Turbării de acoperire (* exclusiv pentru turbării active), Depresiuni pe substraturi de turbă de Rhynchosporion, Mlaștini alcaline.
La baza desemnării sitului se află mai multe specii protejate:
- plante (1): ochii-șoricelului (Saxifraga hirculus)
- nevertebrate (1): Vertigo geyeri

Pe lângă speciile protejate, pe teritoriul sitului au mai fost identificate 3 specii de plante, 1 specie de păsări, 1 specie de amfibieni, 1 specie de mamifere.